# 江南客运站 (地铁)
江南客运站是南宁轨道交通2号线的地铁车站，位于中华人民共和国广西壮族自治区南宁市江南区星光大道与长凯路交叉口地下。靠近南宁江南客运站。
本站于2017年12月28日随2号线开通而投入使用，设有4个出入口和1个岛式站台。

## 设施

### 结构
本站设有2层，地面为出入口，地下一层为站厅，地下二层为2号线月台（往西津／玉洞站）的位置。
| 地面     | 出入口                  | 出入口                   |
| 地下一层 | 大堂                    | 客服中心、商店、自助服務 |
| 地下二层 |                         | █ 2号线列車往西津站方向  |
| 地下二层 | 島式月台                |                          |
| 地下二层 | █ 2号线列車往玉洞站方向 |                          |

### 出入口
本站形似狹長的方形，設有4個出入口，其中B出入口设有无障碍电梯。
| 出口編號            | 建議前往的目的地                                  | 照片 |
| ------------------- | ------------------------------------------------- | ---- |
| A出入口             | 南宁经济技术开发区技术委员会 广汇上海大众4S弘德店 |      |
| B出入口             | 江南客运站 南宁市江南区高山塘小学                 |      |
| C出入口             | 中国石化加油站                                    |      |
| D出入口             | 荣荣大酒店 荣宝华商场 福康医院                    |      |
| 注： 設有无障碍电梯 |                                                   |      |